# Рейкьянес (хребет)
Рейкья́нес (исл. Reykjanes) — срединно-океанический хребет в Атлантическом океане, простирающийся на 1350 км к юго-западу от исландского полуострова Рейкьянес. Составная часть Срединно-Атлантического хребта.
Глубины над хребтом Рейкьянес достигают 2000 м, на отдельных вершинах убывают до 587 м. На 53 градусе северной широты юго-западное окончание хребта ограничено поперечной зоной разлома, южнее которой и начинается Северо-Атлантический хребет. Наибольшая ширина хребта достигает 300 км.